# 3 Dywizja Pancerna (Australia)
3 Dywizja Pancerna - pancerny związek taktyczny w składzie armii australijskiej okresu II wojny światowej. Sformowana jesienią 1941 w Australii z myślą o walkach w Afryce Północnej przeciwko Afrika Korps.
Na początku wojny na Pacyfiku nie posiadała czołgów ani innego ważniejszego sprzętu. Atutem jej żołnierzy było dobre wyszkolenie.
Rozwiązania w 1944.